# Dąb Konrad

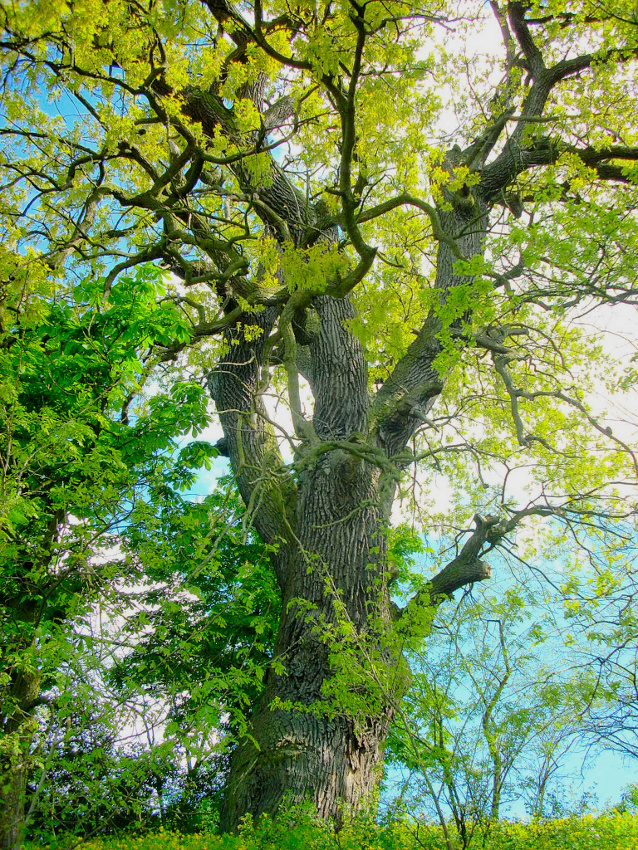
Widok na drzewo od południa

Dąb Konrad – dąb szypułkowy, pomnik przyrody rosnący w woj. kujawsko-pomorskim, powiecie włocławskim, w miejscowości Łęg-Witoszyn na terenie leśnictwa Szpetal (Nadleśnictwo Włocławek). Obwód pnia tego drzewa wynosi 688 cm a wiek szacuje się nawet na 400 lat. Pomnik jednak czeka na dokładny pomiar wieku za pomocą świdra Presslera, więc podany dotychczasowy należy traktować jako orientacyjny. Dąb rośnie kilkaset metrów od Wisły, w okolicy rowerowego szlaku biegnącego wzdłuż jej prawego brzegu, za granicą Włocławka (jadąc ul. Grodzką należy wjechać dalej za pętlą autobusową do lasu drogą ok. 1 km i skręcić w lewo za przydrożną kapliczką). Obok znajduje się również zabytkowy cmentarz mennonicki z mogiłą Obrońców Wisły z 1920 roku, pozostałości pnia równie starego dębu szypułkowego ściętego prawdopodobnie w I połowie XX wieku oraz tablica informacyjna.